# 马修·理查德森
马修·理查德森（英語：Matthew Richardson，1999年4月12日—），生于英國珀斯，是一名专长于短距离项目的场地自行车运动员。
马修·理查德森在9歲時因父親工作而移居至澳大利亞，所以他有英國和澳大利亞雙重國籍。在转攻自行车前曾练习体操，2013年因为肘部受伤，他决定放弃体操，转攻自行车。
之後他代表澳大利亞參與自行車賽事，曾在2020年世界场地自行车锦标赛上获得男子团体竞速赛的铜牌，也在2024年巴黎奧運會獲得2枚銀牌1枚銅牌，在巴黎奧運會結束不久後宣布改籍英國。